# Mnogowerschinny
Mnogowerschinny (russisch Многоверши́нный) ist eine Siedlung städtischen Typs in der Region Chabarowsk (Russland) mit 1599 Einwohnern (Stand 1. Oktober 2021).

## Geographie

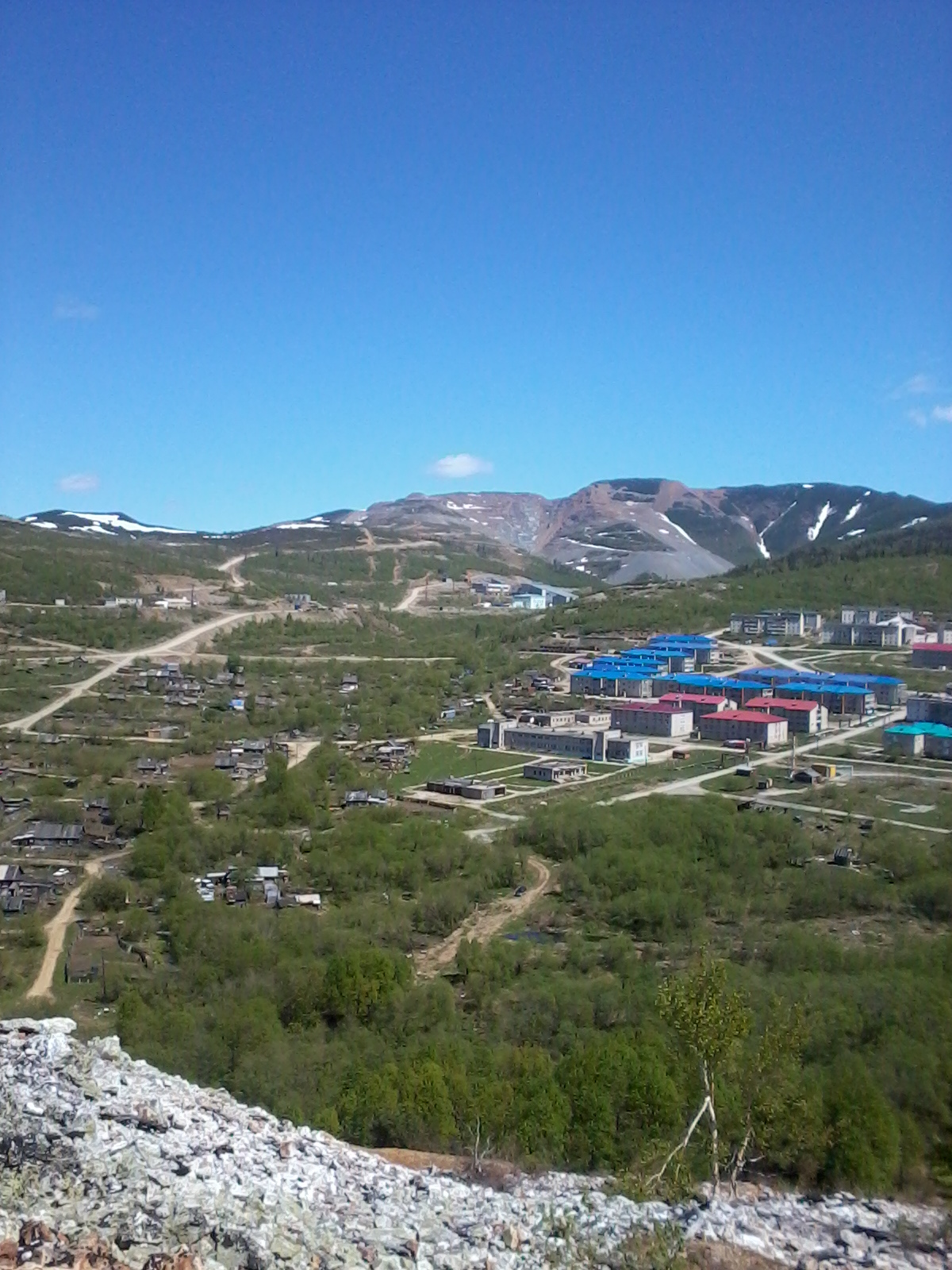
Blick auf Mnogowerschinny

Der Ort liegt etwa 700 km Luftlinie nordnordöstlich des Regionsverwaltungszentrums Chabarowsk in einem Mittelgebirgsgebiet unterhalb des 1097 m hohen Berges Orjol, etwa 20 km von der Küste des Ochotskischen Meeres entfernt. Er befindet sich am Oberlauf des Lewy Ul (Linken Ul), Quellfluss des Amur-Zuflusses Ul.
Mnogowerschinny gehört zum Rajon Nikolajewski und ist von dessen Verwaltungssitz Nikolajewsk am Amur etwa 100 km in nordwestlicher Richtung entfernt. Es ist Sitz und einzige Ortschaft der Stadtgemeinde Rabotschi possjolok Mnogowerschinny.

## Geschichte
Die Ortschaft wurde 1963 im Zusammenhang mit der Erschließung der 1959 entdeckten Goldlagerstätte Mnogowerschinnoje gegründet und erhielt 1974 den Status einer Siedlung städtischen Typs. Der Name ist von russisch mnogo werschin für viele Gipfel abgeleitet.
Die großmaßstäbliche Goldförderung begann erst um 1990 und dann nach einer Krise in den 1990er-Jahren seit der Übernahme des Betriebs durch die multinationale Highland Gold Mining Ltd. 1998. Seither wuchs die Goldproduktion von 1,5 Tonnen 1999 auf 4,5 Tonnen 2011; Erze mit einem Gesamtgoldgehalt von über 35 Tonnen sind bislang prognostiziert und zum größten Teil erkundet.

## Bevölkerungsentwicklung
| Jahr | Einwohner |
| ---- | --------- |
| 1979 | 1781      |
| 1989 | 3209      |
| 2002 | 2801      |
| 2010 | 2324      |
| 2021 | 1599      |

Anmerkung: Volkszählungsdaten

## Verkehr
Nach Mnogowerschinny führt eine Straße von Nikolajewsk am Amur, das seinerseits nur über den Amur oder den Seeweg an das gesamtrussische Straßennetz angeschlossen ist.